# Alfa-enolaza
Izoforma α-enolaza predstavlja ključni glikolitički enzim prisutan unutar citoplazme prokariotskih i eukariotskih stanica. Multifunkcionalni enzim prisutan na površini nekoliko staničnih tipova, gdje djeluje kao receptor plazminogena, koncentrirajući proteolitičku aktivnost plazmina na staničnoj površini. Isto tako, ova izoforma posjeduje nekoliko celularnih, subcelularnih funkcija i lokalizacija van same funkcije u glikolizi. Enzim predstavlja marker patološkog stresa u velikom broju bolesti. Velikim afinitetom veže se za ostale glikolitičke enzime poput piruvat kinaze i fosfoglicerat mutaze.

## Struktura humane α-enolaze (hEno1)
Struktura humane α-enolaze sastoji se od domene N terminalnog kraja (ostatci 1-138), te C terminalnog kraja (ostaci 139-432). N terminalna domena sastoji se od trolančane β-ploče s tri bočna α-heliksa, dok se C-terminalna domena sastoji od osmerostruke β-α strukture koja nalikuje bačvi. Aktivno mjesto hENO1 sastoji se od petlji L1 (ostaci 36-43), L2 (ostaci 156-162) i L3 (ostaci 262-270), dva magnezijeva iona vezana na Glu292, Asp317, Asp244 i Ser39 te molekule vode. U aktivnom mjestu prisutna su dva magnezijeva iona te jedan sulfatni ion.

## Funkcija
Alfa enolaza citosolni je protein koji se također nalazi na površini stanica. Ekspresija gena koji kodira alfa-enolazu (ENO1) mijenja se ovisno o razvojnim uvjetima stanice stoga je prijevod ENO1 mRNK značajno povećan tijekom staničnog rasta te inhibiran tijekom inertne faze.
Alfa-enolaza katalizira pretvorbu 2-fosfoglicerata (2-PG) u fosfoenolpiruvat (PEP) uz prisutnost Mg2+ iona. Osim svoje osnovne glikolitičke, ENO1 igra važnu ulogu u nekoliko bioloških i patofizioloških procesa. Alternativnim prevođenjem mRNK alfa-enolaze nastaje MBP-1, koji regulira transkripciju c-myc gena. Alfa-enolaza djeluje kao receptor za plazminogen na različitim staničnim površinama, utječući na fibrinolitičku aktivnost. Opisana je kao neurotrofni faktor, toplinski šok protein (HSP48) i protein stresa uzrokovanog hipoksijom. Također je dio kristalina leće, veže se za F-aktin i tubulin te se povezuje s centrosomima. Integrira s drugim glikolitičkim enzimima poput piruvat kinaze i aldolaze. Povećana ekspresija alfa-enolaze može pomoći u suočavanju s niskim razinama kisika i povezana je s progresijom tumora te može biti potencijalni tumorski marker.

## Interakcije

### Interakcija s plazminogenom
Alfa-enolaza se veže za plazminogen na površini stanica, čime olakšava njegovo pretvaranje u plazmin i posljedično razgradnju fibrina.

### Interakcija s c-Myc
Alfa-enolaza je također identificirana kao protein koji interagira s onkoproteinom c-Myc, što može imati ulogu u regulaciji stanične proliferacije i tumorogeneze.

### Interakcija s aktinom
Alfa-enolaza može interagirati s aktinom, citoskeletnim proteinom, što može utjecati na staničnu strukturu.

## Uloga α-enolaze u bolestima
Uloga u bakterijskim bolestima,  autoimunim poremećajima i tumorima. U bakterijskim bolestima uloga enzima je vezanje plazminogena na površini patogenih Gram-pozitivnih bakterija poput streptokoka skupine A i pneumokoka. Streptokokna površinska enolaza (SEN) pokazuje veći afinitet za vezanje plazminogen od ostalih streptokoknih proteina. Vezanjem za plazminogen, SEN preuzima fibrinolitički sustav domaćina, koji je odgovoran za razgradnju krvnih ugrušaka. Ova manipulacija omogućuje bakterijama da lakše razbiju tkivne barijere, olakšavajući njihovu invaziju i širenje unutar tijela domaćina. Prekomjerna ekspresija enolaze u stanicama raka povećava nakupljanje plazminogena, pomažući širenje tumora. Sposobnost enolaze da veže plazminogen može doprinijeti stvaranju tumora i metastaza, što enzim čini potencijalnim dijagnostičkim markerom za mnoge tumore.

### Mehanizam djelovanja
Enolaza se premjesti na površinu stanica raka, gdje djeluje kao receptor plazminogena. Nakon što se veže za površinu stanice, plazminogen se pretvara u svoj aktivni oblik, plazmin. Plazmin razgrađuje različite komponente izvanstaničnog matriksa (ECM). Tako tumorske stanice napadaju okolna tkiva i ulaze u krvotok ili limfni sustav. Imunološki sustav prepoznaje enolazu kao metu i proizvodi auto-antitijela. Auto-antitijela pridonose patologiji bolesti putem mehanizama stvaranja imunološkog kompleksa i molekularne mimikrije. Oni dovode do upale i oštećenja tkiva. Protutijela protiv alfa-enolaze otkrivena su kod reumatoidnog artritisa, sistemskog lupusa i  multiple skleroze.

## Eseji u istraživanju α-enolaze
Za detekciju i kvantifikaciju α-enolaze koriste se metode poput protočne citometrije, ELISA i masene spektrometrije.
Jedan od primjera protočne citometrijske analize, je ekspresija α-enolaze u staničnoj liniji A549 humanog adenokarcinoma pluća. Stanice karcinoma obojene su primarnim protutijelima (anti-enolaza) koja se specifično vežu na α-enolazu, protein od interesa u ovoj studiji. Sekundarno protutijelo je kozji anti-zečji imunoglobulin i označen je fluorescein-izotiocijanatom (FITC), fluorescentnom bojom. Protočna citometrija je tehnika kojom se mjeri intenzitet fluorescencije pojedinačnih stanica. Stanice obojene FITC-konjugiranim sekundarnim protutijelom će emitirati fluorescenciju ako je α-enolaza prisutna i vezana primarnim protutijelom. Intenzitet fluorescencije proporcionalan je količini α-enolaze na površini stanica. Vidljiva je prisutnost alfa enolaze u ovoj staničnoj liniji.